# Онур Айик
Онур Айик (тур. Onur Ayık, нар. 28 січня 1990, Вальсроде) — турецький і німецький футболіст, нападник клубу «Умранієспор».
Виступав, зокрема, за клуб «Вердер», а також юнацьку збірну Туреччини.

## Клубна кар'єра
Народився 28 січня 1990 року в німецькому місті Вальсроде в родині вихідців з Туреччини. Вихованець юнацьких команд футбольних клубів «Вікторія» (Ретем) і «Вердер» (Бремен).
У дорослому футболі дебютував 2008 року виступами за другу команду «Вердера», в якій провів чотири сезони, взявши участь у 67 матчах чемпіонату. З 2010 року став залучатися до ігор головної команди «Вердера», у складі якої, утім, протягом двох років виходив на поле в іграх чемпіонату лише двічі.
Провівши сезон 2012/13 у нижчоліговому «Обернойланді», вирішив перебратися на історичну батьківщину батьків, уклавши 2013 року контракт з клубом «Елязигспор», а протягом 2014–2015 років грав за «Карабюкспор».
До складу клубу «Акхісар Беледієспор» приєднався 2015 року. Станом на 12 грудня 2018 року відіграв за команду з Маніси 76 матчів в національному чемпіонаті.

## Виступи за збірні
2006 року дебютував у складі юнацької збірної Туреччини, взяв участь у 21 іграх на юнацькому рівні, відзначившись 7 забитими голами.

## Титули і досягнення
- Володар Кубка Туреччини (1):

«Акхісар Беледієспор»: 2017-2018
- Володар Суперкубка Туреччини (1):

«Акхісар Беледієспор»: 2018